# Kykkos
Kykkos är en fornlämning i Cypern.   Den ligger i distriktet Eparchía Lefkosías, i den centrala delen av landet, 60 km väster om huvudstaden Nicosia. Kykkos ligger 1 183 meter över havet. Den ligger på ön Cypern.
Terrängen runt Kykkos är huvudsakligen kuperad. Kykkos ligger uppe på en höjd som går i öst-västlig riktning. Trakten runt Kykkos är mycket glesbefolkad, med 5 invånare per kvadratkilometer. Närmaste större samhälle är Léfka, 17,3 km nordost om Kykkos. Trakten runt Kykkos är huvudsakligen savannskog.